# La Higuera, Coxquihui
La Higuera är en ort i Mexiko.   Den ligger i kommunen Coxquihui och delstaten Veracruz, i den sydöstra delen av landet, 180 km nordost om huvudstaden Mexico City. La Higuera ligger 153 meter över havet och antalet invånare är 236.
Terrängen runt La Higuera är platt åt nordost, men åt sydväst är den kuperad. Runt La Higuera är det tätbefolkat, med 356 invånare per kvadratkilometer. Närmaste större samhälle är Olintla, 16,7 km sydväst om La Higuera. Omgivningarna runt La Higuera är en mosaik av jordbruksmark och naturlig växtlighet.